# Mariusz Lubomski
Mariusz Józef Lubomski (ur. 1962) – polski plastyk i muzyk, zaliczany do wykonawców piosenki autorskiej.
Tworzy specyficzny rodzaj piosenek o charakterystycznym akustycznym brzmieniu, korzystającym z rytmów bossa nowy, rytmów karaibskich i pieśni cygańskich, klasycznego bluesa z elementami funky, garażowego undergroundu, ostrych rockowych brzmień i piosenek aktorskich, klimatu francuskich kabaretów i nowojorskich klubów jazzowych, songów Weilla-Brechta i Toma Waitsa.

## Życiorys
Mariusz Lubomski jest potomkiem szlacheckiego rodu Lubomskich, którego jedna z gałęzi zamieszkuje w Toruniu, skąd artysta pochodzi.
Zadebiutował na Giełdzie Piosenki Studenckiej w Szklarskiej Porębie razem z zespołem „I z Poznania i z Torunia” w 1982. Zespół stał się znany dzięki piosence „Impreza w klubie harcerza”. Od tej pory występował w wielu klubach studenckich w całej Polsce. W 1985 grupa wygrała pierwszą PaKĘ w Krakowie piosenką Rafała Bryndala „Indianie i kowboje”.
Początkowe fascynacje Mariusza Lubomskiego to twórczość Toma Waitsa. W roku 1987 zaistniał solo i zdobył pierwszą nagrodę na Festiwalu Piosenki Studenckiej w Krakowie. Później zaśpiewał w opolskim Kabaretonie własna wersję „Undergroundu” (ze słowami Sławomira Wolskiego).
W 1988 Lubomski miał swój recital na Przeglądzie Piosenki Aktorskiej. Od tamtego czasu nagrał kilka płyt i programów telewizyjnych. Na XVIII Przeglądzie zaprezentował recital „Lubomski – Conte’m”.

## Dyskografia
albumy studyjne
- Śpiewomalowanie (1994)
- Lubomski Conte'm (1997)
- Konieczność miłości (2006)
- Ambiwalencja (2008)
- Sęk You (2022)

albumy koncertowe
- Lubomski w Trójce (1999)
- Lubomski w Trójce. Again (wyd. 6 kwietnia 2013)[2][3]

## Single
- Spacerologia (1989)
- A mój pies jest inny (1999)
- Żeby (2009)
- Spacerologia (live) (2014)

## Gościnnie
- Nick Cave i przyjaciele W moich ramionach – śpiew w utworze „Święty Huck”